# Emilie Levienaise-Farrouch
Emilie Levienaise-Farrouch est une pianiste et compositrice française qui habite à Londres.

## Biographie
Elle est née à Paris et grandit à Bordeaux. Elle a appris à jouer du piano classique dans son enfance. En 2009, elle est diplômée de l'Université de Westminster, titulaire d'un Bachelor of Arts en musique. En 2010, elle est diplômée du Goldsmiths, University of London, titulaire d'un Master of Music en composition acoustique,,.

## Discographie
- Like Water Through the Sand (2015)
- Époques (2018)
- Only You (2019)

### Musique de films
- The Sheik and I de Caveh Zahedi (2012) – documentaire
- Tiger Orange de Wade Gasque (2014)
- Art Ache de Berty Cadilhac (2015)
- Only You de Harry Wootliff (2018)
- Rocks de Sarah Gavron (2019)
- La Bataille de l'Escaut de Matthijs van Heijningen Jr. (2020)[5]
- Censor de Prano Bailey-Bond (2021)
- 2022 : Vivre (Living) d'Oliver Hermanus
- 2023 : Dans leur ombre (The Strays) de Nathaniel Martello-White
- 2024 : All of Us Strangers
- 2024 : L'Évaluation (The Assessment) de Fleur Fortuné

## Distinctions

### Nominations
- 2019 : British Independent Film Awards du meilleure musique pour Rocks[6]